# Armenier in der Türkei

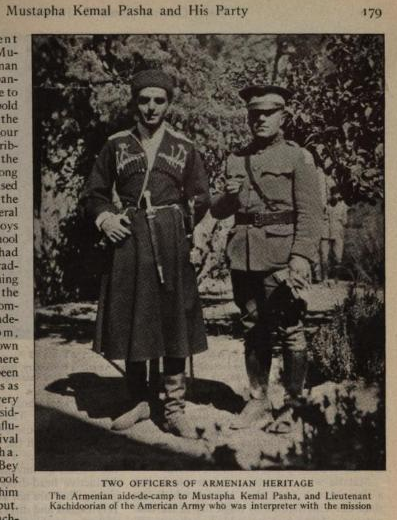
Armenier in der Türkischen Nationalbewegung

Die Armenier in der Türkei (türkisch Türkiye Ermenileri, armenisch Թրքահայեր Trkahajer, auch Թուրքահայեր Turkahajer, beides bedeutet „Türkische Armenier“) sind zum größten Teil die Überlebenden des osmanischen Völkermords an den christlichen Armeniern 1915–1917. Gezählt werden Armenier, die seit der Gründung des türkischen Staates 1923 durch Mustafa Kemal Atatürk im Land leben.
Während sie vor dem Völkermord in ganz Anatolien verteilt lebten, leben heute nur noch geschätzt 45.000 Angehörige in Istanbul (ungefähr 75 % der türkisch-armenischen Bevölkerung), sowie vereinzelt in anderen Städten. Von der ursprünglich starken armenischen Besiedlung auf dem Land sind nur noch einzelne Reste verblieben. Das letzte noch armenisch besiedelte Dorf der Türkei ist Vakif nahe Antakya, wo Überlebende des Musa Dagh verblieben. Weiter nördlich, auf der Insel Aghtamar im Van-See nahe der Stadt Van, steht die heute in Staatsbesitz befindliche Kirche von Aghtamar, einst eines der spirituellen Zentren des historischen Armenien. In dieser Region, aber auch in der Zentraltürkei – vorwiegend in den Provinzen Van und Kayseri – lebt eine unbekannte Anzahl so genannter Kryptoarmenier, die sich nicht nach außen als Armenier zu erkennen geben. Mit diesen dürfen nicht die Hemşinli verwechselt werden – Armenier, die in der Zeit des Osmanischen Reiches zum Islam übertraten und heute muslimisch leben, vorwiegend in der Provinz Rize. In der Vergangenheit lebten über 1,5 Millionen Armenier auf dem Gebiet der heutigen Türkei, vor allem im Osten des Landes, doch heute beträgt ihre Zahl insgesamt etwa 60.000, davon nur wenige außerhalb der Region Istanbul. Landesweit stehen nur noch 22 Geistliche zur Verfügung. Während es in Istanbul 33 armenisch-apostolische, 12 armenisch-katholische und 3 armenisch-evangelische Kirchen gibt, sind in der restlichen Türkei nur noch vier armenisch-apostolische Kirchen mit einem Status als solche verblieben: in Kayseri (Sankt-Gregor-der-Erleuchter-Kirche), Diyarbakır (St.-Giragos-Kathedrale), İskenderun und dem Dorf Vakıflı in der Provinz Hatay.

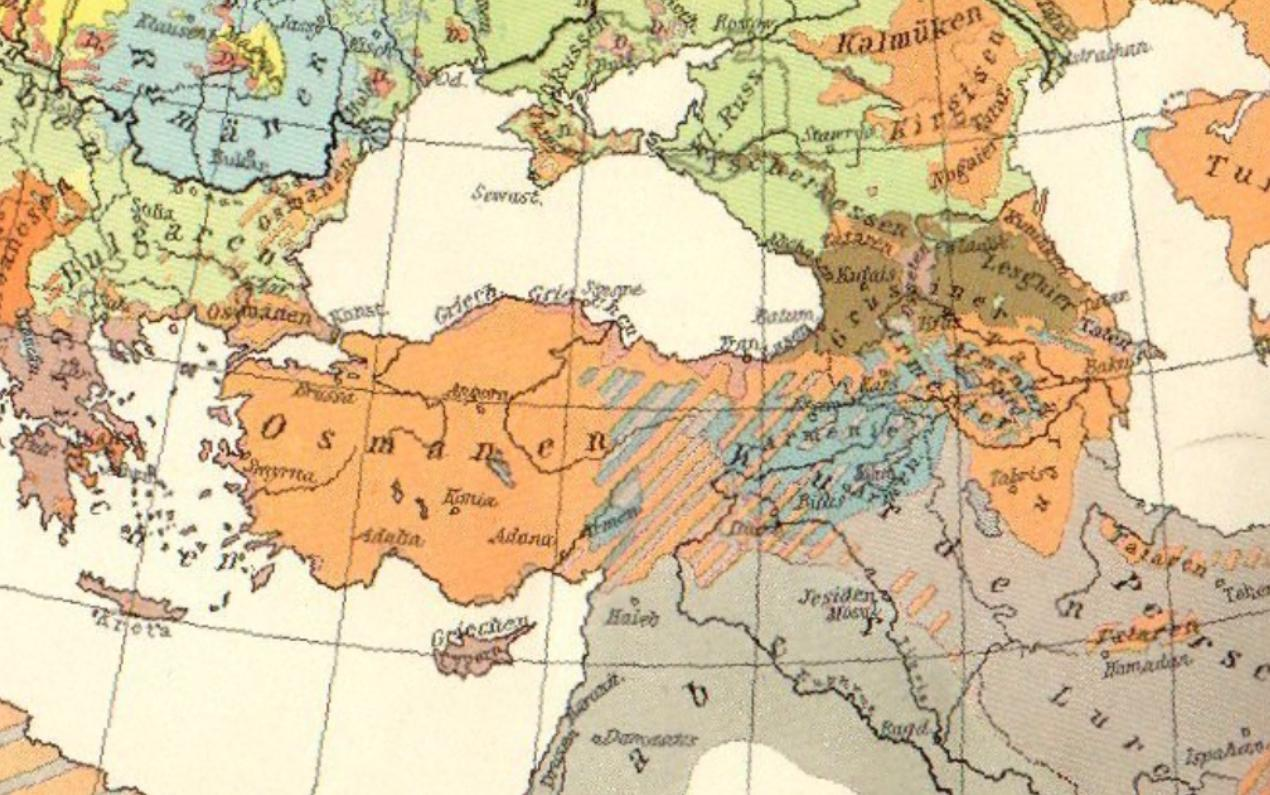
Die Armenier von Anatolien im Jahre 1910, in blau.

## Geschichte

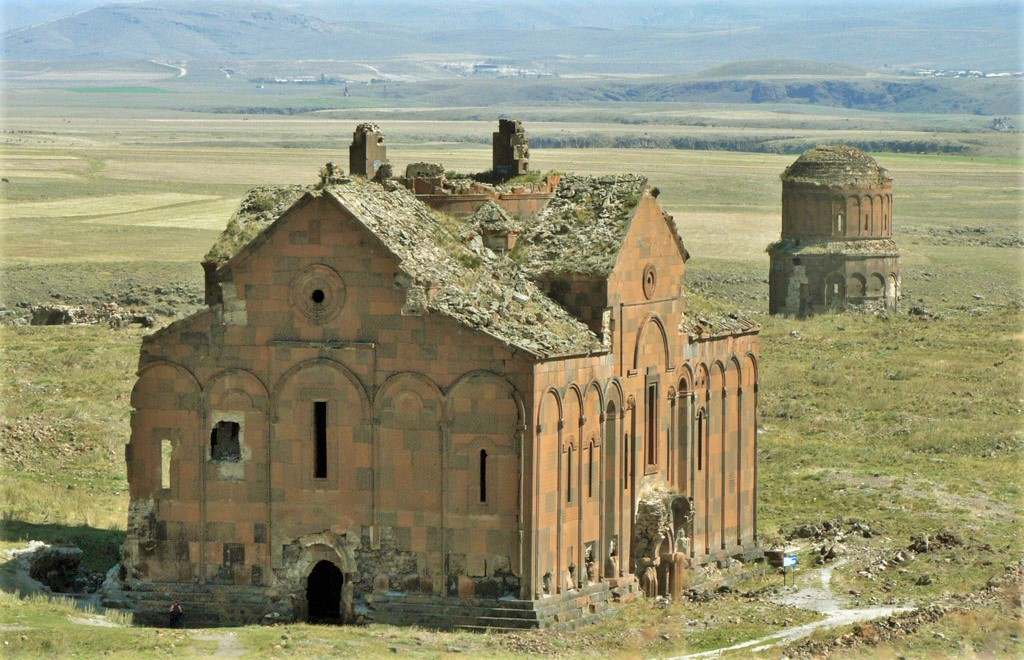
Ani: die Kathedrale der Heiligen Muttergottes, im Hintergrund die Erlöserkirche

Das armenische Volk lebt möglicherweise seit dem 15. Jahrhundert vor Christus im armenischen Hochland. Der armenische König Trdat III. (ca. 286–344) wurde vermutlich im Jahr 314 Christ und machte im selben Jahr das Christentum zur Staatsreligion.
Lange Zeit wurde das armenische Hochland in Westarmenien (zum Osmanischen Reich gehörend) und Ostarmenien (zu Persien, später zu Russland gehörend) unterteilt, doch wird es seit dem Völkermord an den Armeniern zur Vermeidung des Begriffsteils „armenisch“ bzw. „Armenien“ den Regionen Ostanatolien beziehungsweise Transkaukasien (südliches Kaukasusgebiet) zugeordnet. Heute gehören ganz Westarmenien sowie Teile Ostarmeniens (Kars, Ardahan, Igdir) zur Türkei, während das übrige Ostarmenien die Republik Armenien und Teile Aserbaidschans sowie auch Bergkarabach (Arzach) bildet.

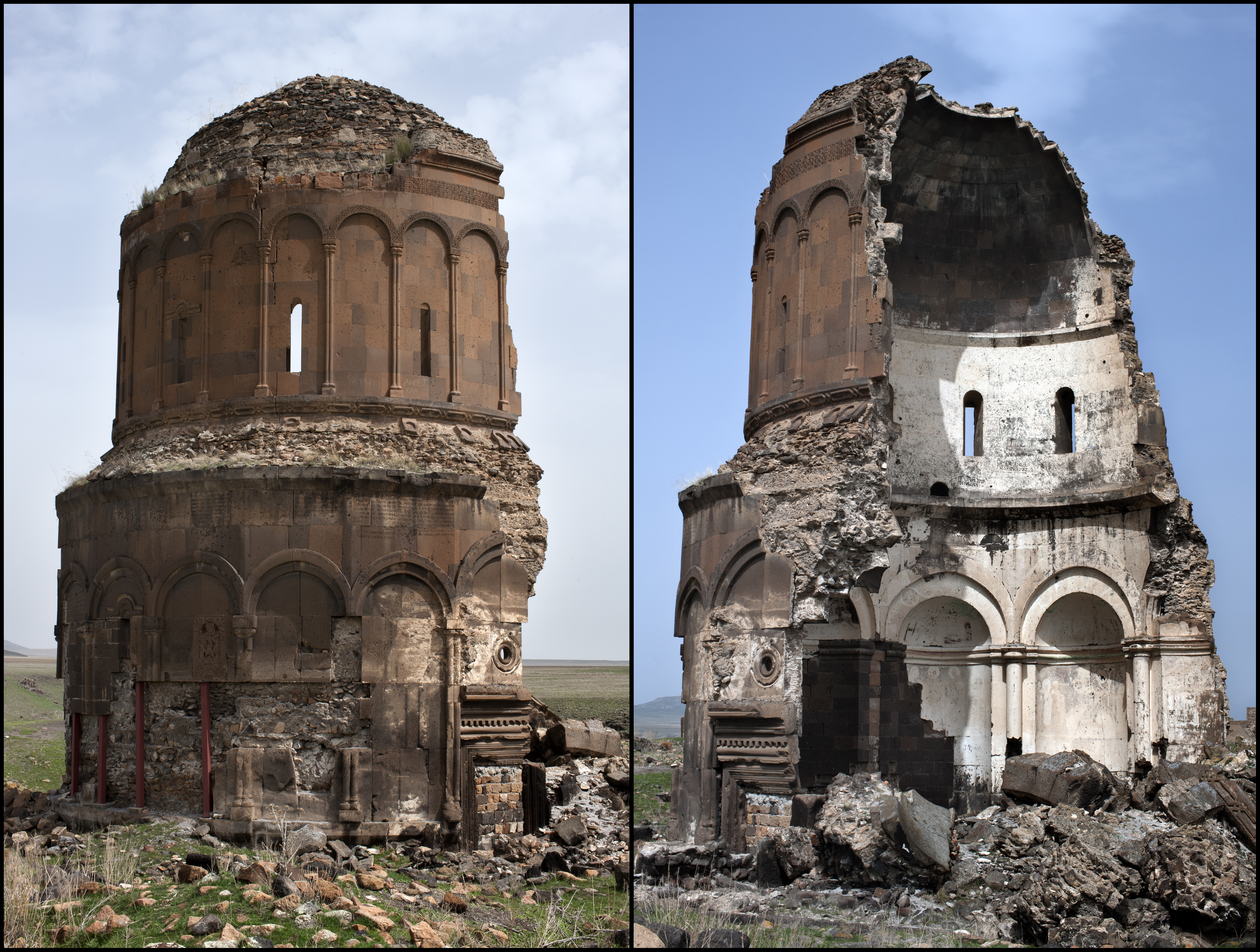
Erlöserkirche von Ani (erbaut um 1035, eingestürzt 1957), 2011

Vergleichsweise kurze Phasen der staatlichen Selbständigkeit der Armenier wechselten mit Fremdherrschaft unter anderem der Perser und der Römer beziehungsweise des Oströmischen Reiches ab. Die armenische-Bagratiden-Metropole Ani wurde 1045 von oströmischen Truppen besetzt und nach der Eroberung durch die türkischen Seldschuken unter Alp Arslan am 16. August 1064 samt ihrer Bevölkerung ausgelöscht. Nach dem Sieg des Sultans Alp Arslan über das Heer des oströmischen Kaisers Romanos IV. in der Schlacht bei Manzikert 1071 war der Weg für die türkische Landnahme in Kleinasien frei. Armenische Flüchtlinge aus dem unterworfenen Mutterland gründeten 1080 in Kilikien an der Mittelmeerküste unter den Rubeniden das Königreich Kleinarmenien, das durch Unterstützung der Kreuzfahrer seine Unabhängigkeit bis ins 14. Jahrhundert wahren konnte und wo sich nunmehr auch der Sitz des Katholikos Aller Armenier befand. Hier entstand so ein neues Siedlungsgebiet der Armenier. Die kilikische Hauptstadt Sis wurde 1293 Sitz des Katholikats von Kilikien und blieb dies auch nach der türkischen Eroberung bis zum Völkermord 1915. 1375 nahmen die Mamluken Sis ein, und 1515 wurde das ehemalige Kleinarmenien Teil des Osmanischen Reiches.

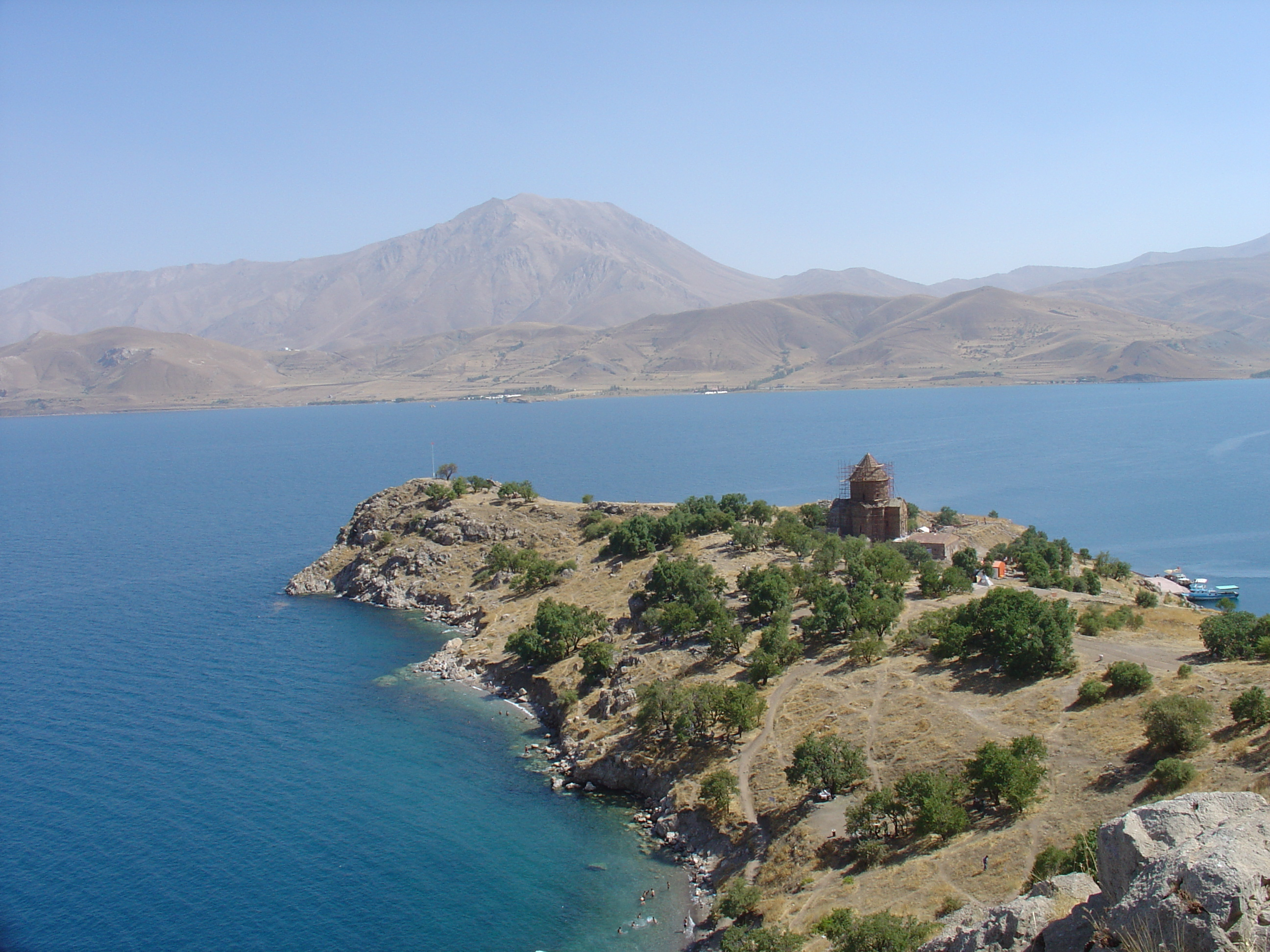
Insel Aghtamar im Van-See mit Heiligkreuzkirche (früher war hier ein weitaus größerer Klosterkomplex)

Zu einer Spaltung der Armenischen Apostolischen Kirche in Kilikien kam es 1113, woraufhin ein Teil der Geistlichkeit in Opposition zum Katholikos Gregor III. Pahlawuni (1113–1166) seinen Sitz in das alte Kloster von Aghtamar mit der Heiligkreuzkirche (Surb Chatsch) verlegte, David I. Thornikian als Gegen-Katholikos einsetzte und so das Katholikat von Aghtamar begründete, das bis 1915 bestand. Auf Grund seiner großen Nähe zu den Hauptsiedlungsgebieten der Armenier um Wan, Bagesch und Musch hatte es auf diese einen größeren Einfluss als Sis.

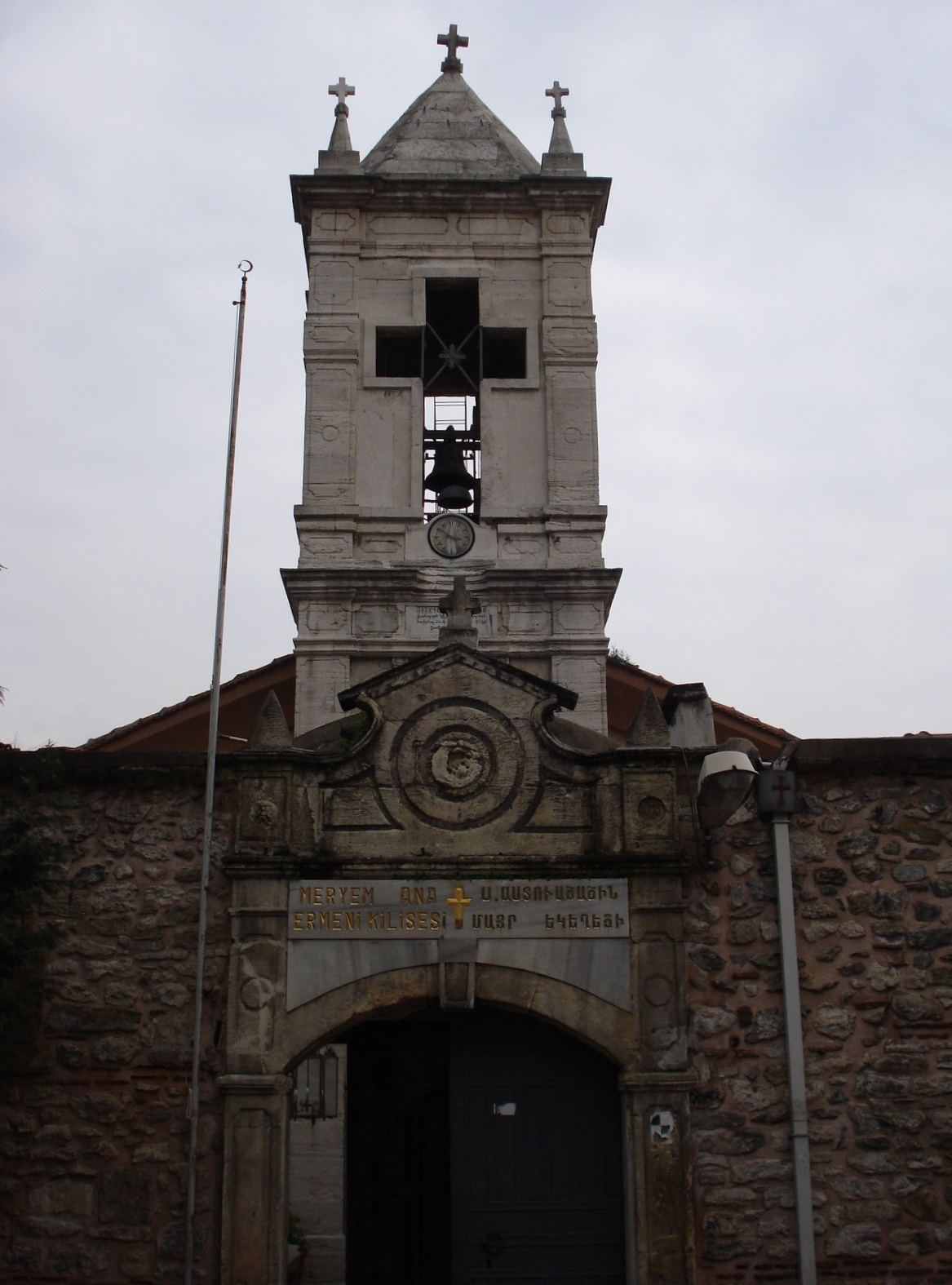
Marienkirche (Surp Asdvadzadzin), Patriarchat von Konstantinopel

1453 fiel mit der Metropole Konstantinopel der letzte Rest des oströmischen Reiches. Bereits kurz nach der Eroberung veranlasste 1461 der osmanische Sultan Mehmet II. (1432–1481) den armenischen Bischof von Bursa, Howakim, die Leitung der armenischen Kirchengemeinde in der Stadt zu übernehmen. Hiermit wurde das Patriarchat von Konstantinopel der Armenischen Apostolischen Kirche begründet.
Durch die Islamisierung unter der türkischen Herrschaft wie auch durch Auswanderung zunächst nach Kilikien und später nach Europa wurden die Armenier in ihren alten Siedlungsgebieten zu einer Minderheit. Dennoch bildeten sie bis zum Großen Völkermord in vielen Städten eine bedeutende Minderheit und mancherorts lokal auch eine Mehrheit, und es gab zahlreiche armenische Dörfer.
Im Rahmen des Millet-Systems waren die armenisch-apostolischen Christen als eine von drei nicht-muslimischen Glaubensgemeinschaften (milletler, Einzahl millet) neben der orthodoxen Glaubensnation unter dem Ökumenischen Patriarchat von Konstantinopel (insbesondere die osmanischen Griechen) sowie der jüdischen Glaubensnation anerkannt. Die Syrisch-Orthodoxe Kirche von Antiochien wurde lange der armenischen Millet zugeordnet und erst 1873 als eigene Glaubensnation anerkannt, während dies den Syrischen Katholiken bereits 1829 und den Chaldäern 1846 zugestanden wurde. Auf Grundlage der Scharia waren die „Buchreligionen“ geschützt, unterlagen aber Diskriminierungen. Dies betraf beispielsweise den Wert von Zeugenaussagen vor Gericht und das Erbrecht, aber auch das Verbot, Waffen zu tragen. Für den Status als Schutzbefohlene (zimmi) war eine Kopfsteuer (cizye) zu entrichten.

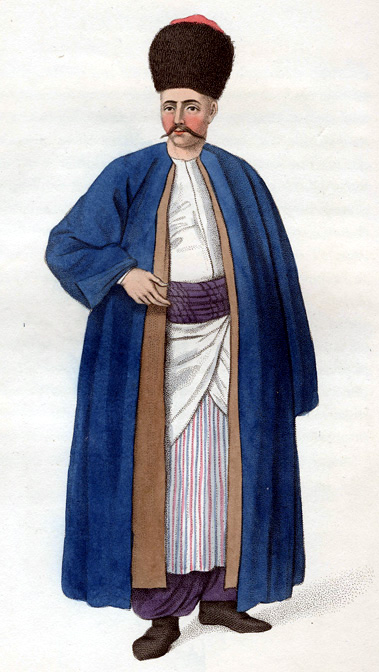
Armenischer Beamter im Osmanischen Reich

Die Armenier hatten im Osmanischen Reich den Ruf als „treue Glaubensnation“ (millet-i sadika), was vielen den Aufstieg in hohe Positionen ermöglichte. So entstammten die Architekten sowohl des Dolmabahçe-Palastes der osmanischen Sultane als auch der Ortaköy-Moschee aus den 1850er Jahren der angesehenen armenischen Familie Balyan.
Neben dem armenischen Städtchen Zeytun galt die abgelegene Region von Sasun im Sandschak Musch im Vilâyet Bitlis hinsichtlich der Möglichkeiten der einheimischen Armenier, sich eine relative Autonomie zu erhalten, als Ausnahme. Die als Sasunzi (armenisch Սասունցի, Mehrzahl Sasunziner Սասունցիներ) bezeichneten Bewohner der etwa 40 armenischen Dörfer standen wirtschaftlich auf eigenen Beinen und stellten auch ihre Waffen – entgegen dem theoretischen Verbot – selbst her und wehrten sich gegen Überfälle benachbarter kurdischer Steuereintreiber. Aus dieser Gegend stammt auch das armenische Nationalepos David von Sasun, das 1873 vom Bischof Garegin Srvandztiants aufgezeichnet wurde. Die Autonomie endete Ende des 19. Jahrhunderts, als auch die kurdischen Nachbarn unter die Kontrolle der Regierung gezwungen wurden. Mit dem zunehmenden Machtverlust des Osmanischen Reiches wurden Autonomiebestrebungen der Armenier als Bedrohung angesehen. Die Weigerung der Sasunziner, doppelte Steuern an Türken und Kurden zu zahlen, nahm die Regierung 1894 zum Anlass, durch kurdische Freiwillige unterstütztes Militär aufmarschieren und auf die Armenier schießen zu lassen, wogegen die Bauern von Sasun bewaffneten Widerstand leisteten. Gleichzeitig organisierten auch die Armenier in Zeytun ihren Selbstschutz. Den folgenden Massakern an den Armeniern 1894–1896 durch Kurden und Türken fielen mehrere tausend Armenier in Sasun und über zwanzig Dörfer zum Opfer. Insgesamt starben durch die Massaker unter dem von 1876 bis 1909 regierenden Abdülhamid II. etwa 200.000 Armenier, während andere in großen Zahlen das Land verließen. 1904 wurde in Sasun erneut der armenische Widerstand gegen Steuererhebung mit Waffengewalt gebrochen. Auch nach Abdülhamids Sturz kam es nochmal 1908 zum Massaker von Adana, das sich als Adanayi voghperk in das kollektive Gedächtnis der armenischen Gemeinden auf der ganzen Welt einbrannte.
1867 gab die osmanische Regierung auf Grund in den Jahren zuvor selbst durchgeführter Erhebungen die Zahl der Armenier im Osmanischen Reich mit etwa 2,4 Millionen an. Die Volkszählung am Vorabend des Ersten Weltkrieges 1914 ergab dagegen nur noch 1.225.422 Armenier, aber 13,4 Millionen Muslime bei insgesamt rund 20 Millionen Einwohnern. Das Armenischen Patriarchat von Konstantinopel ermittelte auf Grundlage seiner Kirchenbücher und Taufregister 1913 eine Anzahl von 1.914.620 Angehörigen der Armenischen Apostolischen Kirche, also Armeniern, im Osmanischen Reich.

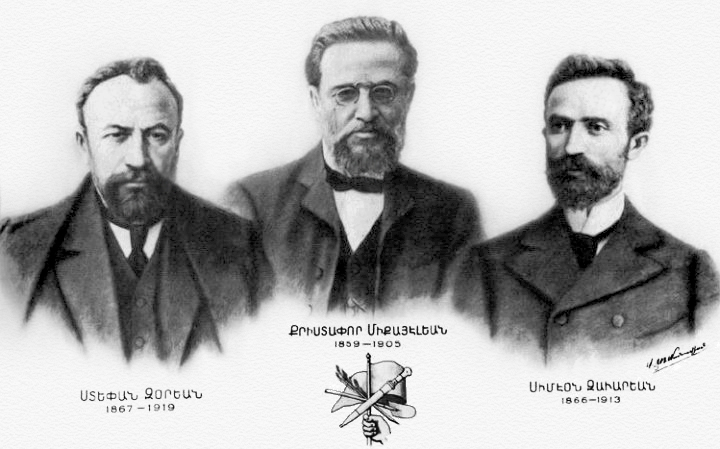
Daschnag-Gründer Stepan Zorian, Kristapor Miaeljan und Simon Sawarjan, 1890

Von den 1890er Jahren bis 1915 waren insbesondere drei armenische Parteien im politischen Leben des Osmanischen Reiches wichtig: die Armenische Revolutionäre Föderation (ARF, Daschnag), die Sozialdemokratische Huntschak-Partei (Huntschak) und die Partei Armenakan, später Demokratisch-Liberale Partei (Ramgawar). Nach der Vernichtung der armenischen Gemeinschaft des Osmanischen Reiches setzten diese Parteien ihre Aktivität in der armenischen Diaspora fort und spielten besonders in der armenischen Gemeinschaft im Libanon, heute aber auch in Armenien und der Republik Arzach eine wichtige Rolle. In der heutigen Republik Türkei ist dagegen die Gründung ethnisch basierter Parteien nicht gestattet.

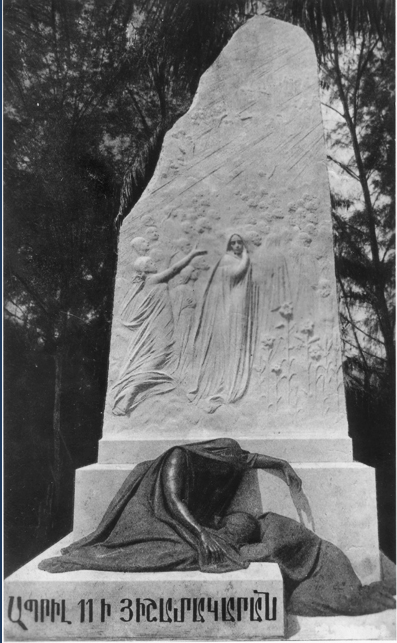
Das marmorne armenische Völkermord-Denkmal in Istanbul (Huşartsan) war das erste derartige Denkmal überhaupt und stand von 1919 bis 1922 im heutigen Gezi-Park nahe dem Taksim-Platz auf dem ehemaligen armenischen Friedhof von Pangaltı. Nach der Zerstörung 1922 blieb nichts von ihm erhalten.

Während des Ersten Weltkrieges, wurde der größte Teil der Armenier im osmanischen Reich Zielscheibe einer Politik von brutaler Massakern und blutigen Deportationen, welche durch die osmanische Regierung der Jungtürken organisiert und als Völkermord an den Armeniern bekannt wurden und durch die etwa 800.000 bis 1,5 Millionen Armenier starben. Am Ende des Krieges wurde das osmanische Reich von den Alliierten besiegt. Hoffnungen der Armenier, in ein durch den Vertrag von Sèvres 1920 vorgesehenes unabhängiges Armenien in den historischen Siedlungsgebieten in der heutigen Nordosttürkei zurückzukehren, wurden jedoch durch die militärischen Siege der Türken unter Atatürk und die Niederlage der Demokratischen Republik Armenien im Türkisch-Armenischen Krieg sowie die im Vertrag von Kars festgelegte Grenze zwischen Sowjetrussland und der als Nationalstaat neu gegründeten Türkei zerschlagen. Der Vertrag von Lausanne 1923 sah aber für die in der Türkei verbliebenen Armenier auf der Grundlage der Religionszugehörigkeit neben einer gesetzlichen Gleichberechtigung zumindest auch Minderheitenrechte wie etwa das Recht auf Ausübung der christlichen Religion, armenische Schulen und Publikationen in armenischer Sprache vor.
Dennoch kam es weiterhin zur Vernichtung von armenischen Kulturgütern wie Kirchen und Schulen sowie zu einer Politik der Türkisierung – vor allem in den früheren sechs armenischen Vilâyets. Überlebende Armenier mussten sich im Ausland ansiedeln und bildeten dort eine armenische Diaspora. Andere blieben und verleugneten ihre Herkunft als „heimliche Armenier“ (Gizli Ermeniler) oder sogenannte „Kryptoarmenier“ (Kripto Ermeniler). Jegliche armenischen und nichtmuslimischen, später auch sonstige nichttürkische Ortsnamen wurden in türkische Namen abgeändert. Auch nach dem Völkermord wurden über die Jahrzehnte armenische Kulturgüter und Ländereien enteignet. 1923 wurde auf einem Wirtschaftskongress in Izmir (İzmir İktisat Kongresi) beschlossen, gezielt türkische Unternehmer zu unterstützen und hierzu Kapital der nicht-muslimischen Bürger oder „inneren Fremden“ (içimizdeki yabancılar) zu mobilisieren. In Verstoß gegen den Vertrag von Lausanne wurden gegen Nichtmuslime sehr hohe Sondersteuern erhoben, so 1942 die bis 1944 geltende Vermögenssteuer Varlık Vergisi, die für Muslime 5 % und für Nichtmuslime über 50 % betrug und dadurch die wirtschaftliche Existenz zahlreicher Armenier und Griechen ruinierte. Im Zuge der Zypernkrise organisierten Nationalisten 1955 das Pogrom von Istanbul, von dem insbesondere die Griechen, aber auch Armenier und Juden betroffen waren. Auf Grund dessen verließen von 1955 bis 1980 neben fast allen Griechen Istanbuls auch die Armenier zu Zehntausenden die Türkei. Darüber hinaus zog nach und nach ein Großteil der wenigen im ehemaligen Westarmenien verbliebenen Armenier nach Istanbul, wo es die einzige noch lebendige armenische Gemeinde und damit Möglichkeiten gab, als Armenier in der Türkei zu leben. Auch nach 1970 wurde Eigentum armenischer Einrichtungen in großem Umfang enteignet, darunter beispielsweise das Kinderheim Tuzla Ermeni Çocuk Kampı mit 1500 Kindern, in dem der spätere Chefredakteur von Agos, Hrant Dink, und seine Frau arbeiteten, das 1984 per Gerichtsbeschluss geschlossen wurde und seitdem leer steht. Bürokratische Schikanen und Anschläge von Nationalisten erschweren bis heute den Gemeinden der Armenier und anderer christlicher Minderheiten in der Türkei das Leben.

Das Logo der Asala enthält die alten armenischen Siedlungsgebiete der Türkei – Armenier in der Türkei machten jedoch nicht mit

1975 gründeten Exilarmenier in Beirut die armenische Untergrundorganisation Asala, die bis 1991 eine Reihe von Attentaten auf türkische Diplomaten mit insgesamt 46 Todesopfern und 299 Verletzten verübte. Obwohl niemals Verbindungen zwischen der Asala und Armeniern in der Türkei nachgewiesen werden konnten, ging der Staat verstärkt gegen Armenier vor. In der Folge verübten türkische Nationalisten ihrerseits Anschläge auf armenische Einrichtungen in der Türkei und sprachen Drohungen aus. Nach dem Verlust der Operationsbasis in Beirut durch den israelischen Einmarsch verübte die Asala am 7. August 1982 einen Anschlag auf den Flughafen Ankara-Esenboğa, wobei 9 Menschen starben und 70 verletzt wurden. Die Anschläge waren bei den Armeniern der Türkei, soweit bekannt, sehr unpopulär. Der türkisch-armenische Journalist Hrant Dink äußerte am 2. November 2005, man sei als türkischer Armenier in den Zeiten der Asala mit hängendem Kopf herumgelaufen. Der türkische Armenier Artin Penik nahm sich am 10. August 1982 auf dem Taksim-Platz in Istanbul nach dem Anschlag auf den Esenboğa-Flughafen durch Selbstverbrennung das Leben, wobei er fünf Tage später an den Verbrennungen starb. Der einzige überlebende Angreifer des Asala-Flughafenanschlags, Levon Ekmekjian, wurde von einem Militärgericht im September 1982 zum Tode verurteilt und am 30. Januar 1983 in Ankara gehängt. Der deutsche Historiker und Journalist Jürgen Gottschlich betrachtet die Anschläge der Asala als wesentlichen Grund dafür, dass die Leugnung des Völkermordes in der Türkei lange Jahre unhinterfragt blieb.
Der türkisch-armenische Journalist Hrant Dink gründete 1996 gemeinsam mit Luiz Bakar, Harutyun Şeşetyan und Anna Turay in Istanbul die Wochenzeitung Agos, die Themen der Armenier in der Türkei anspricht und teilweise auf Armenisch, überwiegend aber in türkischer Sprache erscheint. Anders als in den auch bis heute weiterhin erscheinenden armenischsprachigen Zeitungen Jamanak und Marmara wurden bisher tabuisierte Themen nunmehr auch offen diskutiert, und dies auch in türkischer Sprache und somit in der türkischen Öffentlichkeit. Hrant Dink machte sich in seinen Artikeln insbesondere für die Versöhnung zwischen Türken und Armeniern, die Menschenrechte und die Minderheitenrechte in der Türkei stark. Dabei kritisierte er sowohl die Leugnung des Völkermords an den Armeniern durch die türkische Regierung als auch die Kampagne der armenischen Diaspora für die internationale Anerkennung des Völkermords. Hrant Dink wurde dreimal wegen „Beleidigung des Türkentums“ (Artikel 301 des türkischen Strafgesetzbuches, dessen Streichung die EU seit langem fordert) vor Gericht gestellt und einmal auch verurteilt, wobei er gleichzeitig zahlreiche Todesdrohungen türkischer Nationalisten erhielt. Am 19. Januar 2007 wurde er vor seinem Zeitungsgebäude vom 16-jährigen Auftragstäter Ogün Samast erschossen. Die Ermordung Hrant Dinks löste erstmals eine sehr große Solidarisierungswelle unter Türken und Armeniern der Türkei aus. Tausende Türken protestierten am Abend des 19. Januar 2007 in Istanbul und Ankara gegen den Mord und riefen in Sprechchören: „Wir sind alle Hrant Dink, wir sind alle Armenier“. Der Mord wurde in der türkischen Presse einmütig verurteilt. An Hrant Dinks Begräbnis am 23. Januar 2007 nahmen über 100.000 Menschen teil und marschierten protestierend durch die Straßen Istanbuls. Der türkische Literat Orhan Pamuk, Träger des Literaturnobelpreises, stellte die Mitverantwortung der türkischen Regierung für den Mord heraus, die Hrant Dink zum Staatsfeind und somit zur Zielscheibe gemacht habe. Er forderte wie andere türkische Intellektuelle die Abschaffung des bis heute gültigen Artikels 301 des türkischen Strafgesetzbuches.

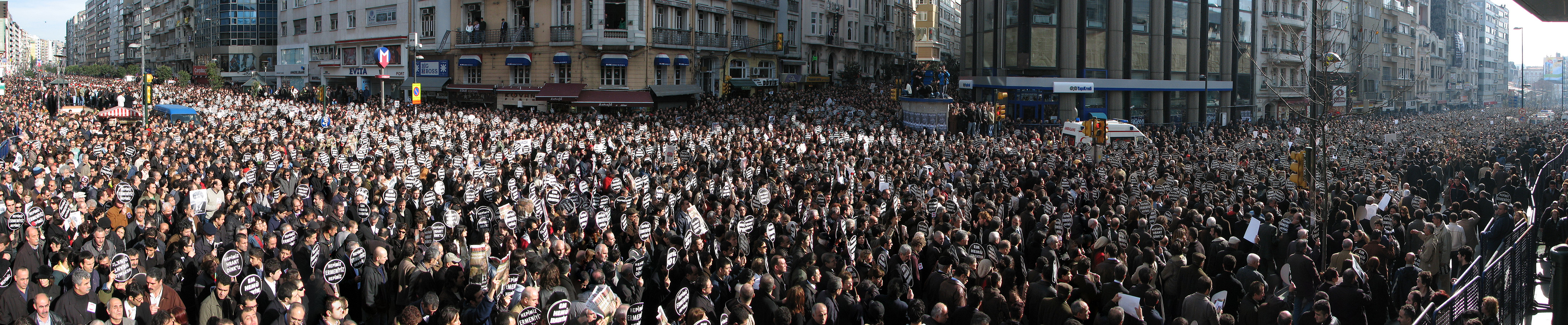
Trauer- und Protestmarsch zur Beerdigung von Hrant Dink (Auf den Schildern steht: Wir sind alle Hrant, wir sind alle Armenier)

Im Dezember 2008 leiteten verschiedene türkische Journalisten, Professoren und Politikern die Initiative „Ich bitte um Entschuldigung“ (Özür Diliyorum) ein, in der sie zu einer Entschuldigung für die „Große Katastrophe“ aufriefen, der die osmanischen Armenier 1915 bis 1918 ausgesetzt waren. Bei der Kampagne ging es auch darum, dass es Armeniern nicht möglich war, offen über die Ereignisse von 1915 zu sprechen. Bis Januar 2009 hatten 30.000 Menschen in der Türkei unterzeichnet. Ministerpräsident Recep Tayyip Erdoğan lehnte jedoch eine Entschuldigung bei den Armeniern ab. Die Kampagne führte andererseits zu heftiger Ablehnung und Morddrohungen gegen die Unterzeichner.

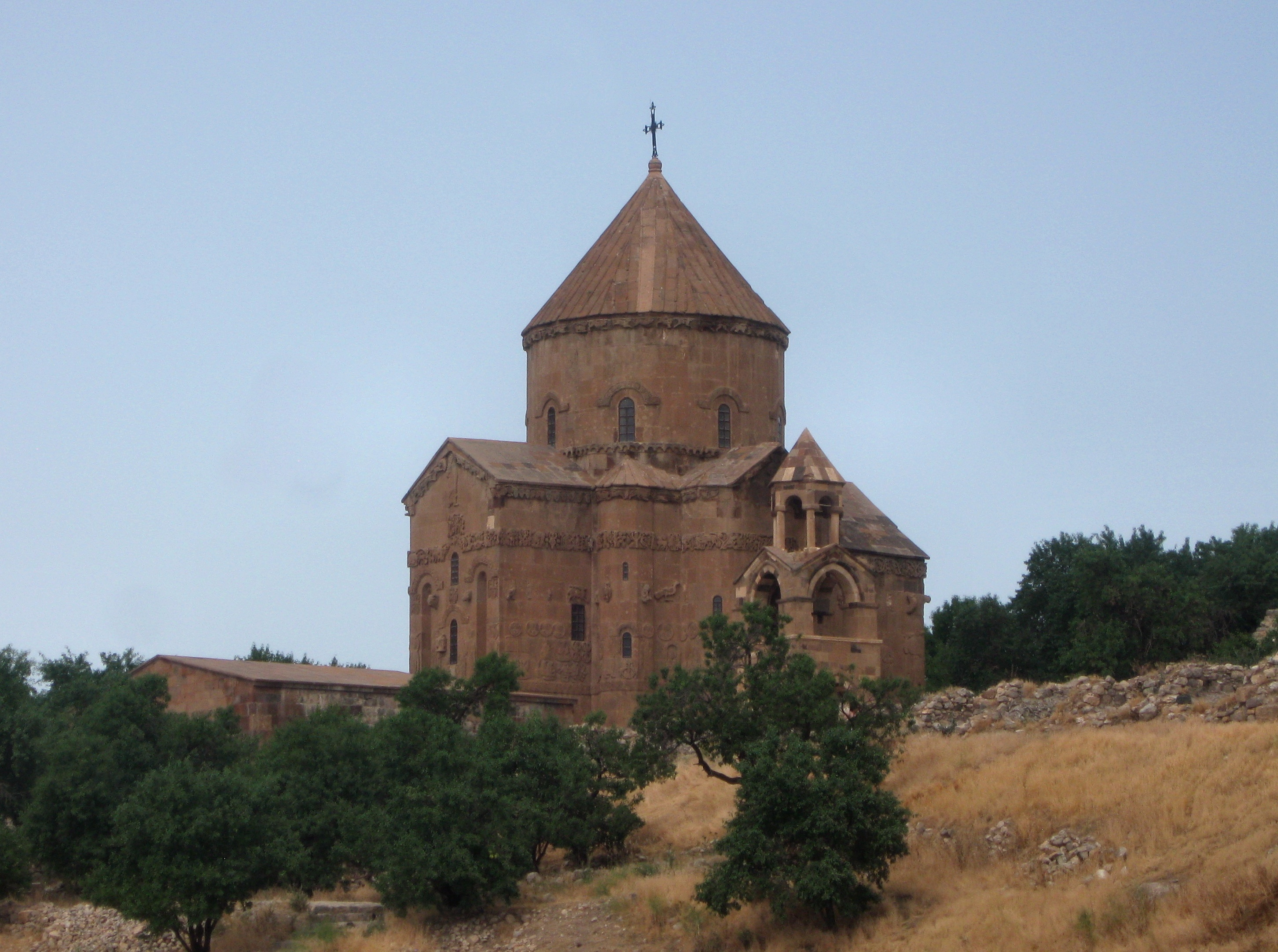
Kirche zum Heiligen Kreuz, aufgenommen 2012.

Eine große Bedeutung in den Beziehungen der türkischen Regierung zu den Armeniern des Landes hat auch die Restaurierung der Kirche zum Heiligen Kreuz (Surp Chatsch) auf der Insel Akdamar – ehemals Sitz des Katholikats von Aghtamar –, die 2005 von der Regierung Erdoğan beschlossen wurde und deren Wiedereröffnung als Kirche auch von Hrant Dink wiederholt gefordert worden war. Am 29. März 2007 wurde die mit staatlichen Mitteln von etwa 4 Mio. YTL unter Beteiligung des türkisch-armenischen Architekten Zakaryan Mildanoğlu renovierte Heiligkreuzkirche als Museum wieder eröffnet, allerdings ohne Kreuz auf dem Dach. Bei der Eröffnungsfeier nahmen sowohl Ministerpräsident Recep Tayyip Erdoğan als auch der Patriarch von Konstantinopel Bartholomäus I. und der armenische Patriarch Mesrop Mutafyan sowie eine Delegation des armenischen Kulturministeriums teil. Der Katholikos Aller Armenier Karekin II. Nersissian kam trotz Einladung nicht, da die Regierung die Bitte des Patriarchats von Konstantinopel nicht erfüllt hatte, die Kirche als solche wieder zu eröffnen. Am 19. September 2010 wurde erstmals seit 1915 wieder ein christlicher Gottesdienst in der Heiligkreuzkirche von Aghtamar abgehalten, wozu vor der Kirche ein Kreuz aus einem Museum in Van aufgestellt wurde. Zur vom stellvertretenden Konstantinopler Erzbischof Aram Ateşyan geleiteten Messe kamen armenischen Gläubige sowohl aus der Türkei als auch aus Armenien und den USA. Aram Ateşyan äußerte, noch zehn Jahre zuvor sei weder ein derartiger Gottesdienst noch ein offenes Gespräch über Völkermord und Menschenrechte möglich gewesen. Anfang Oktober 2010 wurde ein 2 Meter großes und 110 kg schweres Kreuz auf das Dach der Heiligkreuzkirche gesetzt und vom armenischen Priester Tatula Anuşyan aus Istanbul geweiht.
Bei den Parlamentswahlen 2015 wurden erstmals seit 1961 wieder Armenier in die Türkische Nationalversammlung gewählt, und zwar Garo Paylan für die HDP, Markar Esayan für die AKP und Selina Özuzun Doğan für die CHP.

## Armenische Presse in der Türkei
In Istanbul erscheinen zwei Tageszeitungen in armenischer Sprache: Marmara und Jamanak (gegründet um 1908), welche gleichzeitig die älteste Tageszeitung der Türkei ist. Darüber hinaus erscheint die von Hrant Dink gegründete Wochenzeitung Agos teilweise in armenischer, überwiegend aber in türkischer Sprache.

## Armenier in Istanbul

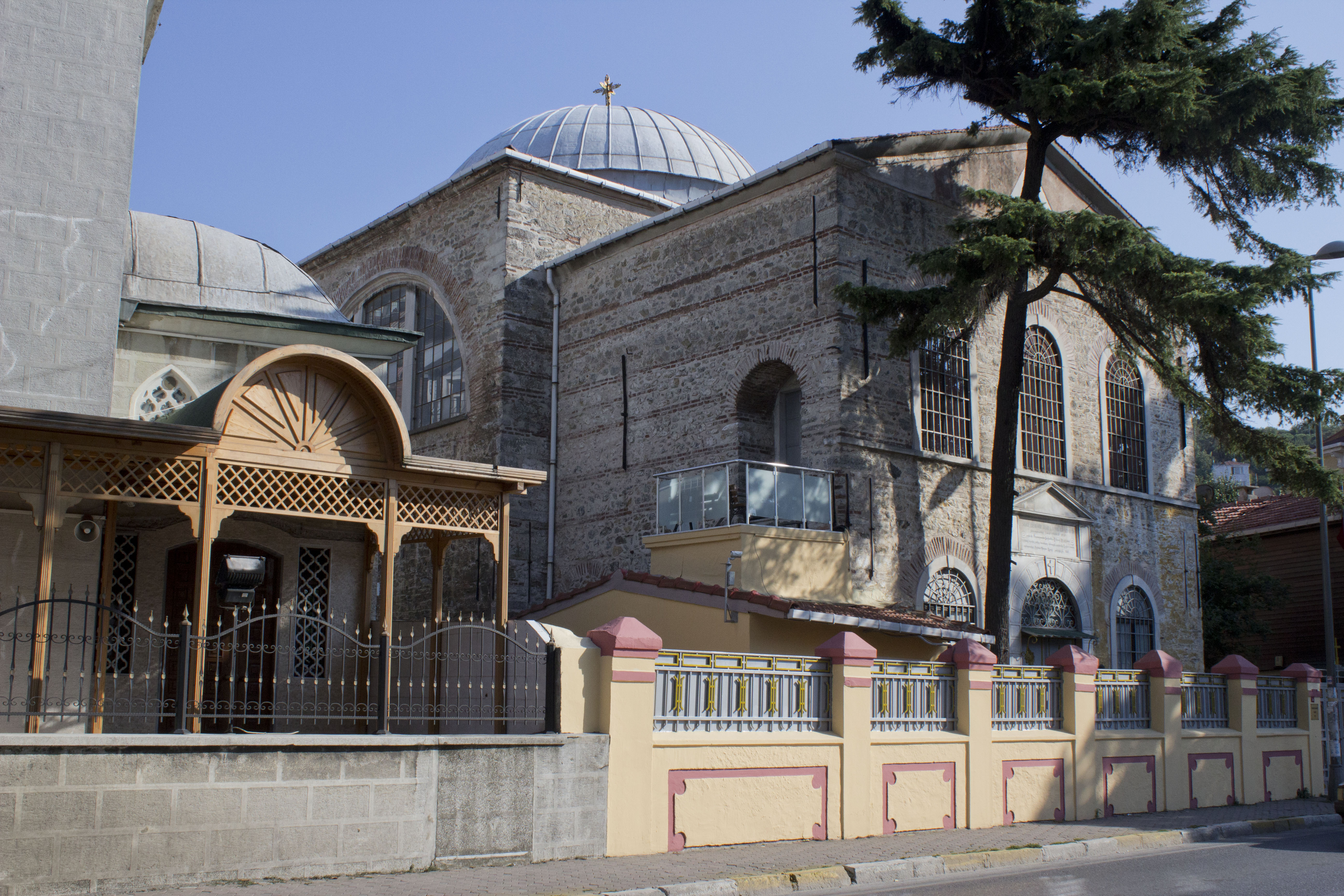
Armenisch-apostolische Kirche des Heiligen Gregor des Erleuchters (Surp Krikor Lusavoriç Kilisesi) in Kuzguncuk, Üsküdar, Istanbul.

Die armenische Gemeinde von Istanbul, beziffert mit 45.000 Personen (knapp 75 % der türkisch-armenischen Bevölkerung), besitzt heute 33 apostolische, 12 katholische und 3 protestantische Kirchen; 2 Krankenhäuser (Surp Pirgitsch und Surp Agop), 2 Waisenhäuser und 19 Schulen.
Das Armenische Surp-Pırgiç-Krankenhaus in Istanbul zählt zu den besten des Landes.

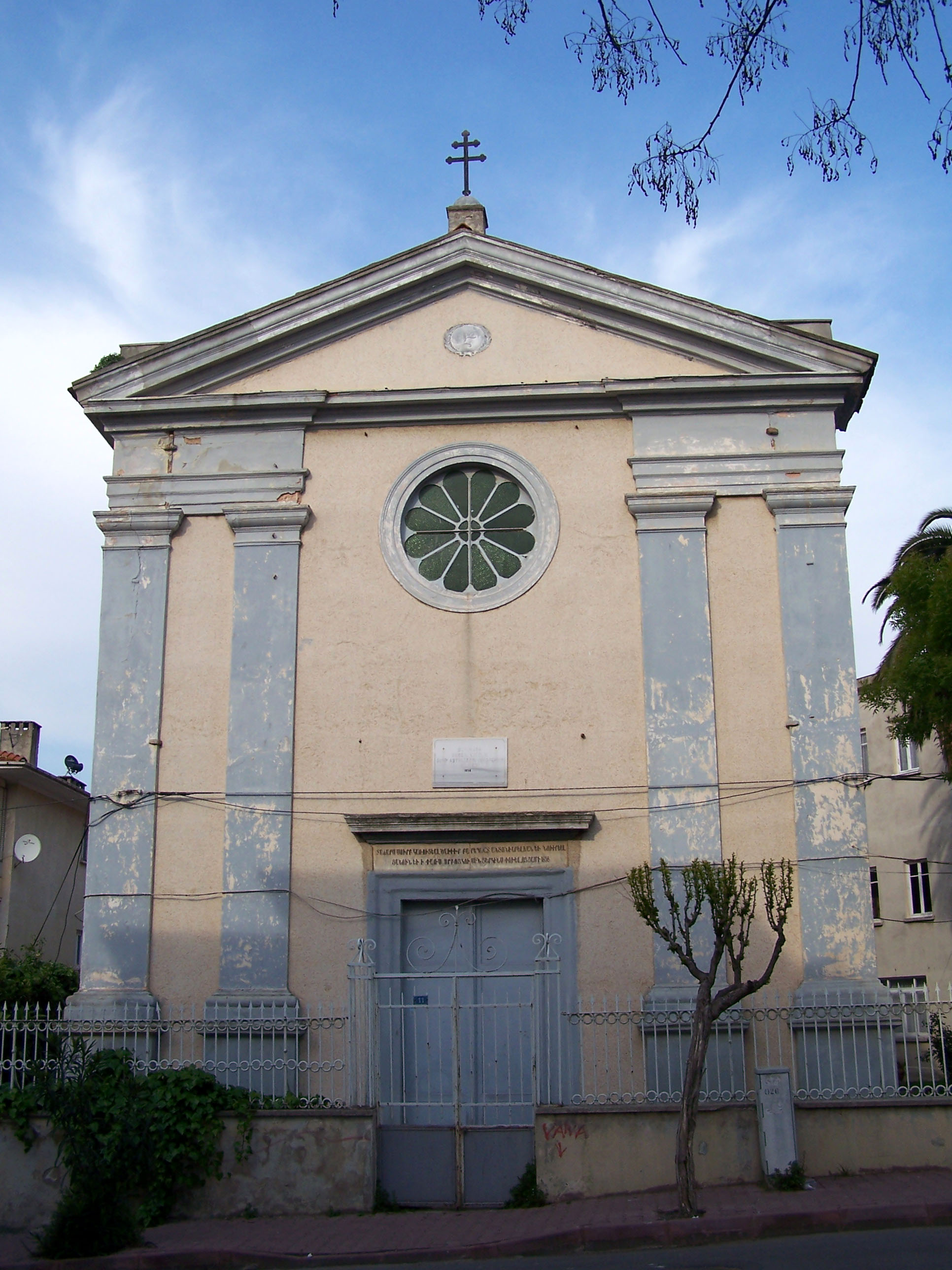
Armenisch-katholische Kirche Mariä Himmelfahrt in Büyükada, Adalar, Istanbul.

Die Armenier von Istanbul leben vor allem in den Stadtvierteln Pangaltı in Şişli und Kumkapı in der Altstadt (Fatih). Während die Armenier in Kumkapi, wo sich auch des Patriarchat von Konstantinopel befindet, fast alle der Armenischen Apostolischen Kirche angehören, sind die Armenier in Pangalti teilweise in der Armenisch-katholischen oder der Römisch-katholischen Kirche.

## Armenier in der Provinz Hatay
In der Provinz Hatay gibt es noch zwei armenisch-apostolische Kirchengemeinden mit jeweils einer Kirche. Nach dem Ersten Weltkrieg wurde das Gebiet Teil Syriens und damit des französischen Mandatsgebiets. Als das Gebiet mit Billigung der Franzosen und der übrigen Westmächte 1938 von der Türkei zunächst kurzzeitig zum Staat Hatay erklärt und 1939 sodann annektiert wurde, wanderten die meisten Armenier ebenso wie die arabischen Christen aus. Von den 7 Dörfern am Musa Dagh wanderten 6 geschlossen aus, während die Bewohner von Vakif (Vakıflı) überwiegend blieben.

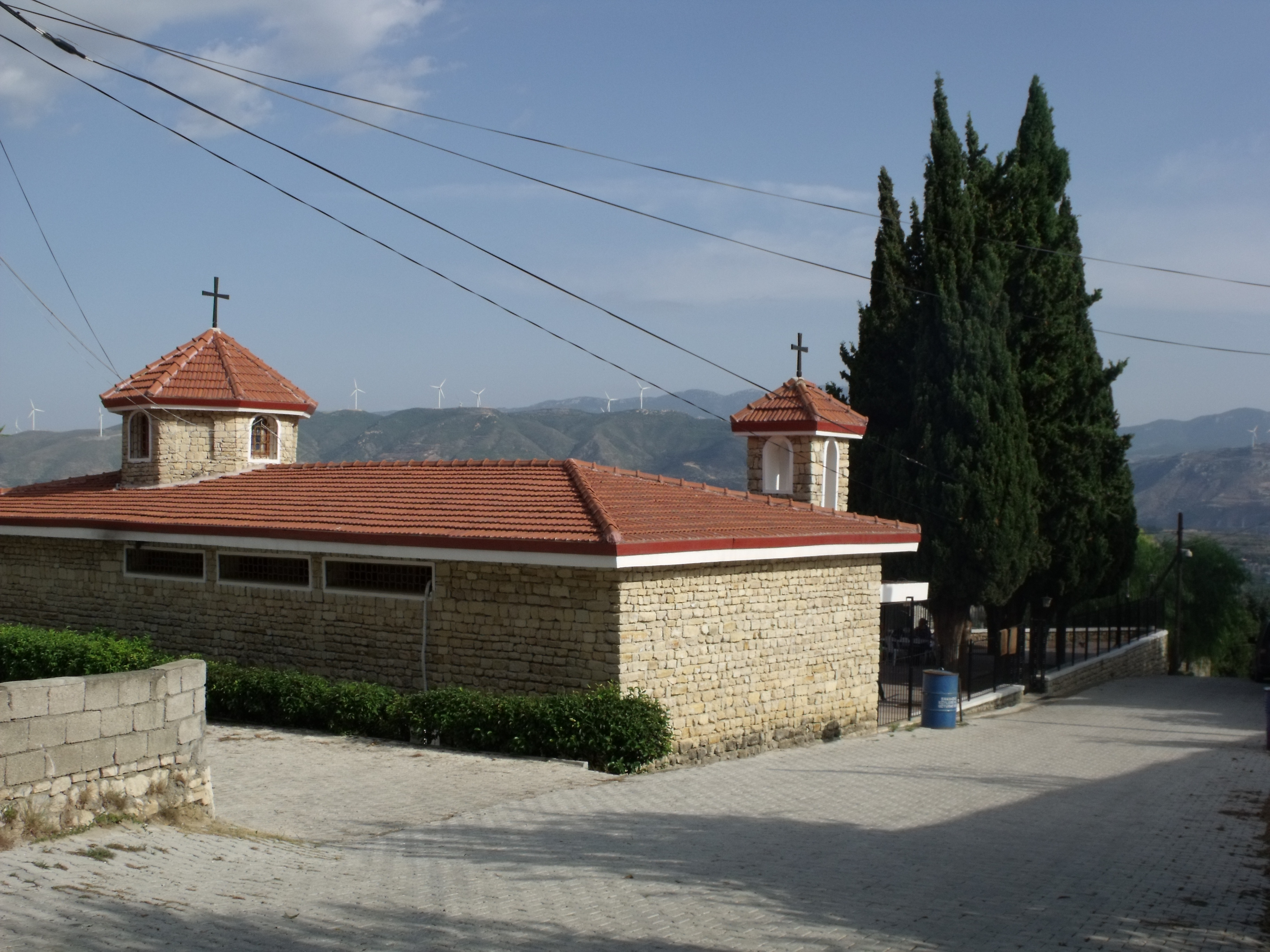
Armenisch-apostolische Kirche der Heiligen Muttergottes in Vakıflı, 2011

Inzwischen leben die meisten ursprünglichen Bewohner von Vakif in Istanbul. Das Dorf hat im Winter etwa 130 Einwohner, durchweg Armenier der Türkei, im Sommer dagegen ungefähr 300 Einwohner, also zu über der Hälfte nunmehr in Istanbul ansässige Armenier, die ihre Heimat besuchen. Die im Dorf befindliche Kirche der Heiligen Muttergottes (armenisch Սուրբ Աստվածածին եկեղեցի, Surp Asdvadzadzin) wurde in den Jahren von 1994 bis 1997 mit staatlicher Unterstützung restauriert. Nur gelegentlich kommt ein Priester aus Istanbul. Die Kinder des Dorfes werden meist an armenische Internate in Istanbul geschickt, um armenischen Unterricht zu haben, da es vor Ort wegen zu weniger Kinder keine Schule mehr gibt.
İskenderun hat eine kleine armenische Kirche (Karasun Manuk) mit einer Gemeinde von wenigen Dutzend Armeniern.

## Armenier in Kayseri und Diyarbakır

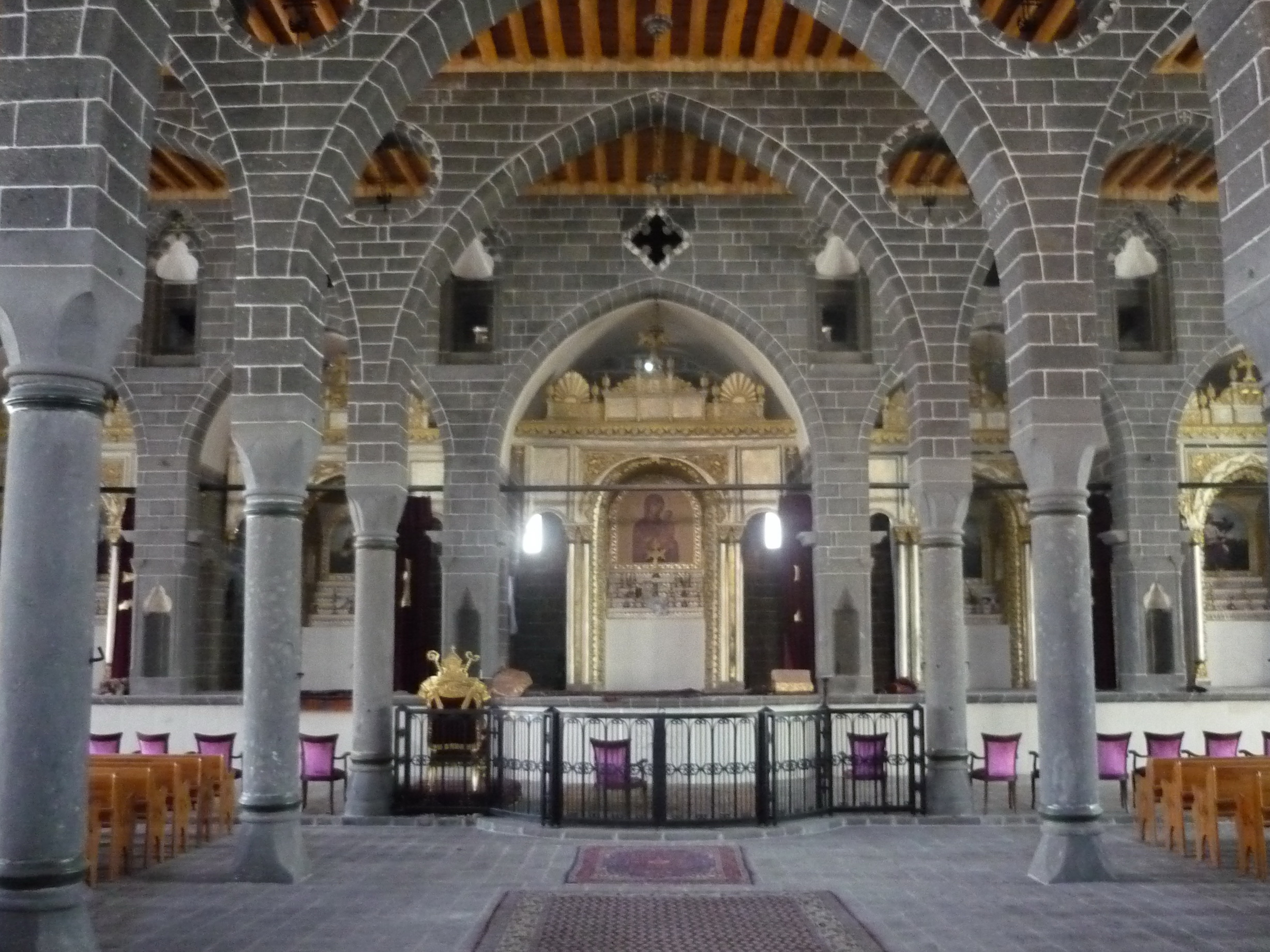
Sankt Giragos in Diyarbakır, 2012

Im ehemaligen Westarmenien und in der Zentraltürkei gibt es heute nur noch in zwei Städten armenische Kirchengemeinden mit jeweils eigener Kirche: in Kayseri die Sankt-Gregor-der-Erleuchter-Kirche (Surp Krikor Lusaworitsch) und in Diyarbakır die St.-Giragos-Kathedrale (Surp Giragos). Diese Gemeinden zählen nur noch sehr wenige Mitglieder, da die Armenier entweder nach Istanbul oder ins Ausland ausgewandert sind. Deshalb muss das Patriarchat von Konstantinopel mindestens einmal jährlich Priester zu Gottesdiensten in diese beiden Kirchen schicken, um der staatlichen Forderung eines regelmäßigen Gemeindelebens zu genügen und nicht enteignet zu werden.
Die St.-Giragos-Kathedrale in der Altstadt von Diyarbakır, bereits 1915 teilweise zerstört, war jahrelang dem Verfall preisgegeben, wurde aber nach Renovierung am 22. Oktober 2011 wieder als Gotteshaus eröffnet. Bei der türkischen Offensive gegen die PKK wurde die Kirche im Februar 2016 durch Geschosse so schwer getroffen, dass Teile des Daches und der Außenmauer einstürzten. Die Kirche wurde daraufhin wie auch andere Gebäude in der Altstadt enteignet und geschlossen. Im April 2017 annullierte der türkische Staatsrat (einem Verwaltungsgericht vergleichbar) den Enteignungsbeschluss für St. Giragos, da er gegen den Vertrag von Lausanne verstoße.

## Kryptoarmenier

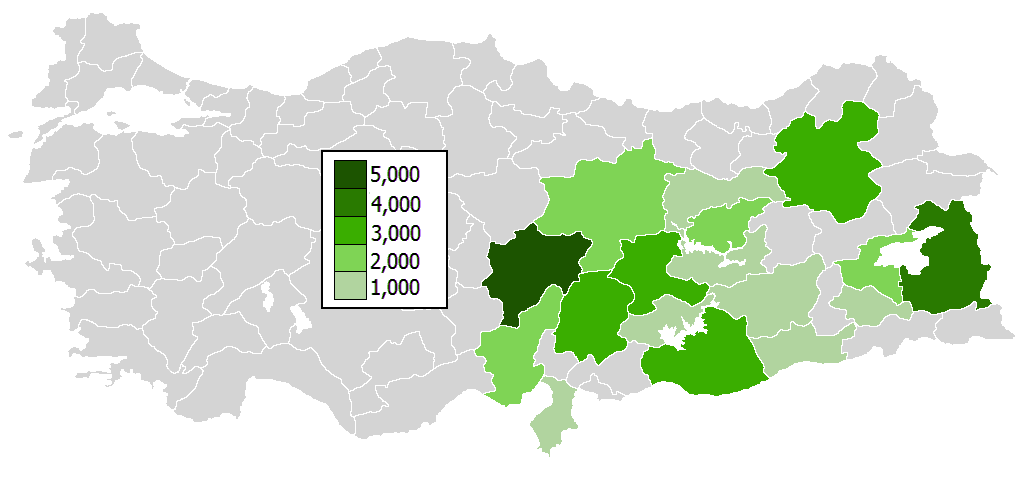
Kryptoarmenier in der Türkei (Anzahl der Familien nach Provinz) laut Schätzungen von Salim Cöhce (2013)

Nach dem Völkermord an den Armeniern blieben zahlreiche versprengte Armenier, darunter viele Waisenkinder, im ehemaligen Westarmenien zurück. Viele wurden von türkischen, arabischen oder kurdischen Nachbarn aufgenommen und so gerettet. Ein großer Teil wuchs als muslimische Türken auf. Mangels armenischer Kirchen und Geistlicher gibt es keine Möglichkeit, als Armenier ein christliches Gemeindeleben zu führen oder auch nur grundlegende Handlungen wie die Taufe oder Beerdigungen durchzuführen. In vielen Dörfern leben aber auch ganze Familien mit dem Bewusstsein einer armenischen Identität weiter, ohne dies nach außen preiszugeben. Viele sind im Laufe der Jahrzehnte nach Istanbul gezogen, da sie nur dort offen als Armenier leben und das Christentum in den armenischen Kirchen praktizieren können.
Diese „heimlichen Armenier“ werden auch als Kryptoarmenier bezeichnet (armenisch ծպտյալ հայեր, türkisch Kripto Ermeniler) und dürfen nicht mit den Hemşinli verwechselt werden, die in der Zeit des Osmanischen Reiches als Armenier zum Islam übertraten. Der türkische Historiker Salim Cöhce, Professor an der İnönü-Universität in Malatya, schätzte 2013 in einem Artikel in der Wochenzeitung Aksiyon die Anzahl der Kryptoarmenier in der Türkei auf etwa 37.000 Familien, davon allein in der Provinz Kayseri 5000 Familien und in der Provinz Van 4000 Familien.
Typischerweise bilden die Kryptoarmenier eine kleine Minderheit in den Dörfern des ehemaligen Westarmeniens, wo sie unter den nach dem Völkermord zugewanderten Türken, Arabern oder Kurden leben. In der argentinischen Zeitung La Nación berichtete aber ein Armenier in Istanbul, dass sein Heimatdorf Arkint in Sasun noch 1965 etwa 400 Einwohner, davon 250 armenische Christen, 100 islamisierte Armenier und 50 muslimische Kurden gehabt habe. Die Einwohner hätten sich noch bis in die 1960er Jahre – wie die Sasunziner in früheren Jahrhunderten – gegen kurdische Banditen, die ihre Frauen rauben wollten, bewaffnet zur Wehr gesetzt. Bis in die 1980er Jahre sei Arkint ein weit überwiegend armenisches Dorf gewesen, bis die Bewohner ihre Häuser verkauft hätten und nach Istanbul, teilweise dann auch weiter ins Ausland ausgewandert seien.

## Einwanderer aus der Republik Armenien
Obwohl Armenien und die Türkei keine diplomatischen Beziehungen haben und in Armenien angesichts des sehr schwer belasteten Verhältnisses zwischen den Ländern die Meinung über einen „Armenier, der für einen Türken arbeitet“, sehr negativ ist, gibt es Einwanderung aus Armenien in die Türkei. Die Armenier kommen als Arbeitskräfte illegal in die Türkei, wofür bessere Arbeits- und Verdienstmöglichkeiten Anlass geben. Istanbul, wo es eine armenische Gemeinde gibt und die Arbeitsmöglichkeiten am besten sind, ist das Hauptziel armenischer Immigranten. Offizielle türkische Schätzungen belaufen sich auf 22.000 bis 25.000 armenische Illegale in Istanbul und bis zu 100.000 insgesamt. Viele sind in türkischen Haushalten als Köche oder Reinigungskräfte beschäftigt. Eine Umfrage 2009 unter 150 armenischen Arbeitsmigranten ergab, dass die meisten Frauen waren. 2010 drohte Ministerpräsident Recep Tayyip Erdoğan angesichts der Auseinandersetzungen um die Völkermordanerkennung, illegale Einwanderer nach Armenien abzuschieben, doch ist dies bisher nicht verwirklicht worden. Einige armenische Einwanderer sind entschlossen, in der Türkei zu bleiben. Auf Grund der Bemühungen des stellvertretenden armenischen Patriarchen von Konstantinopel, Aram Ateşyan, wurde 2011 den Kindern illegal eingewanderter armenischer Eltern in Istanbul das Recht eingeräumt, armenische Minderheitenschulen zu besuchen. Da sie aber keine türkischen Staatsbürger sind, werden ihnen keine Zeugnisse ausgehändigt. Laut Aram Ateşyan gab es im Sommer 2011 etwa 1000 Kinder armenischer Immigranten im Schulalter, die an armenische Schulen gehen sollten.

## Sprachsituation
Die armenische Sprache in ihrer westlichen Form, die sich vom Ostarmenischen der Einwanderer aus der Republik Armenien unterscheidet, wird von nur noch einem kleinen Prozentsatz der Armenier in der Türkei gesprochen. Während die Armenier zu 82 Prozent untereinander und zuhause ausschließlich Türkisch als Muttersprache sprechen, ist das Armenische nur noch bei 18 Prozent unter der allgemeinen Bevölkerung vorherrschend. Unter den jungen Menschen ist der Anteil sogar noch geringer: Während 92 Prozent Türkisch als Muttersprache sprechen, beherrschen nur noch 8 Prozent das Armenische. Das Türkische nimmt zunehmend den Platz des Armenischen ein und es wird angenommen, dass die einst vorherrschende armenische Sprache in der Türkei mit der Zeit endgültig ausstirbt. In der Türkei wird das Armenische als Sprache in deutlicher Gefahr definiert und damit als vor dem Aussterben bedroht betrachtet.

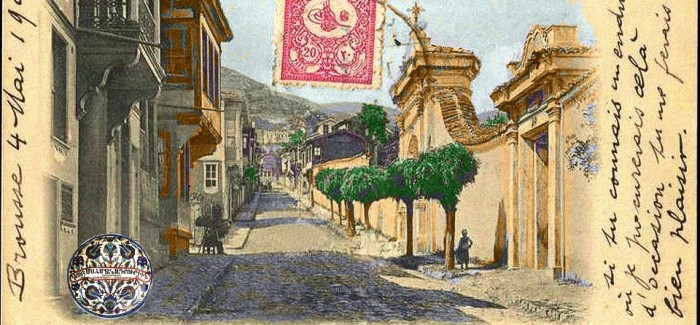
In allen größeren Städten der Türkei hatten die Armenier eigene Stadtviertel, wie hier das Ermeni Mahallesi in Bursa

Der Dialekt des von den Hemsinli gesprochenen Armenischen ist das Hamschen.

## Bekannte türkische Armenier
- Daron Acemoğlu – Ökonom
- Garegin Nschdeh
- Hayko Bağdat – Journalist
- Hayko Cepkin – Musiker
- Levon Panos Dabağyan – Schriftsteller
- Agop Dilâçar – Linguist
- Arat Dink – Journalist
- Hrant Dink – Journalist
- Markar Esayan – Journalist und Politiker (AKP)
- Ara Güler – Fotograf
- Rober Haddeciyan – Schriftsteller, Dramaturg und Verleger
- Vartan İhmalyan – Ingenieur und Schriftsteller
- Cem Karaca (Mütterlicherseits) – Musiker
- Rober Koptaş – Journalist und Historiker
- Etyen Mahçupyan – Journalist und Politikberater
- Mesrop Mutafyan – Patriarch
- Garo Paylan – Lehrer und Politiker (HDP)
- Adile Naşit (Mütterlicherseits) – Schauspielerin
- Aras Özbiliz – Fußballer
- Selina Özuzun Doğan – Rechtsanwältin und Politikerin (CHP)
- Ruhi Su (sehr wahrscheinlich) – Musiker
- Arto Tunçboyacıyan – Musiker
- Onno Tunç (Bruder von Arto Tunçboyacıyan) – Komponist
- Garo Mafyan – Komponist
- Garbis Zakaryan – Sportler
- Rober Hatemo – Musiker

## Bibliografie
- Béatrice Kasbarian-Bricout: Les Arméniens au XXe siècle. L’Harmattan, Paris 1984, ISBN 2-85802-383-X.
- Sibylle Thelen: Die Armenierfrage in der Türkei. Klaus Wagenbach, 2011, ISBN 978-3-8031-2629-0.
- Derya Bayır: Negating Diversity: Minorities and Nationalism in Turkish Law. London (PhD-Thesis: School of Law, Queen Mary University of London) 2010 (PDF).
- Bedross Der Matossian: The Armenian Commercial Houses and Merchant Networks in the 19th Century Ottoman Empire, in.: Turcica, 39, 2007, S. 147–174.
- Dilek Güven: Nationalismus und Minderheiten: Die Ausschreitungen gegen die Christen und Juden der Türkei vom September 1955. München, 2012.
- Tessa Hoffmann: Annäherung an Armenien. Geschichte und Gegenwart, München (2., aktualisierte und erw. Aufl.) 2006.
- Richard Hovannisian, Simon Payaslian (Hrsg.): Armenian Constantinople. Costa Mesa CA, 2010.
- Mesrob K. Krikorian: Armenians in the Service of the Ottoman Empire 1860–1908. London, 1978.